# جامعة لوتزرن
جامعة لوتزرن وبالألماني (Universität Luzern) تقع في مدينة لوتزرن وهي اجدد جامعة سويسرية. يبلغ عدد الطالب 1851.

## مواقع خارجية
1. موقع جامعة لوتزرن
2. الدراسة في سويسرا
3. Swiss Universities handbook Web2.0 searchable database of Swiss Universities موقع يضم الجامعات السويسرية - بالإنجليزية